# Renfe

Renfes Logotyp

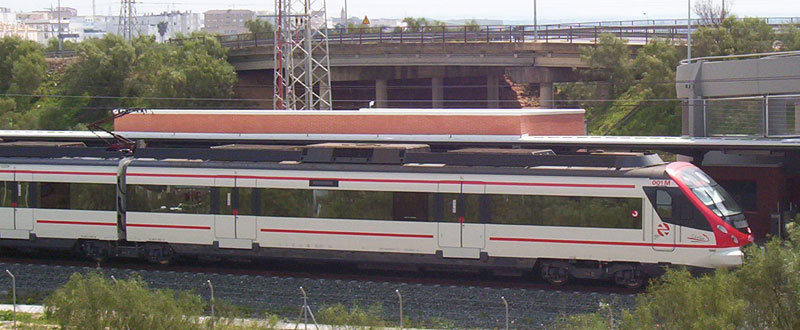
Spanskt lokaltåg (Cercanías). April 2005

Renfe (Red Nacional de los Ferrocarriles Españoles), den spanska statliga järnvägen. Företaget som grundades den 24 januari 1941 då Spanien nationaliserade Compañía de los Caminos de Hierro del Norte de España (1858–1941), Compañía de los Ferrocarriles de Madrid a Zaragoza y Alicante, M.Z.A, (1856–1941) samt redan nationaliserade Compañía del Oeste (1928) och  Ferrocarriles Andaluces (1936). Renfe har idag ett järnvägsnät på 15 000 km. Järnvägsnätet i Spanien är idag under kraftig utbyggnad och som kuriosum kan nämnas att Renfes lokaltågslinje mellan Malaga och Fuengirola är Spaniens mest lönsamma järnväg. Den byggs nu ut till dubbelspår och skall förlängas så att den täcker hela Costa del Sol.
Renfes höghastighetståg heter AVE (Alta Velocidad Española).